# Julien-Désiré Schmaltz

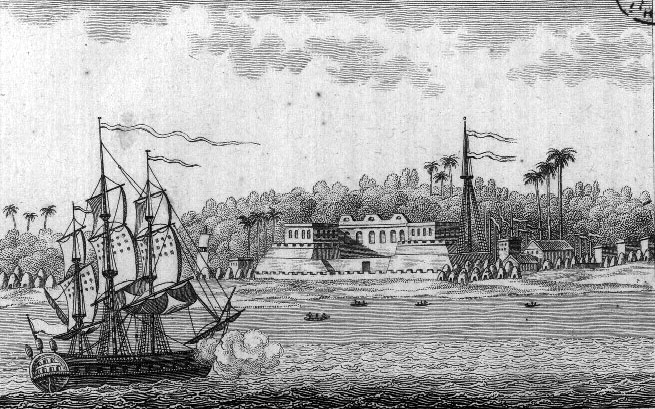
Saint-Louis, Grafik aus dem Jahre 1814

Der Royalist Julien-Désiré Schmaltz (auch bekannt als Julien Schmaltz) (* 5. Februar 1771 in Lorient; † 26. Juni 1827 in Izmir) wurde 1816 zum neuen Gouverneur des Senegal ernannt, der er bis 1820 blieb. Mit seiner Frau, Reine Schmaltz (geborene Reine Marais), und seiner Tochter Eliza (* 1798) reiste er mit der Fregatte Méduse von Rochefort nach Saint-Louis.
Während der Reise kam es zu einer der berüchtigtsten Schiffskatastrophen in der Geschichte der Segelschifffahrt. Auf Grund von Navigationsfehlern des Kapitäns verlor die Fregatte den Kontakt zu ihrem Verband. Vor der westafrikanischen Küste lief sie auf einer Sandbank auf, nachdem der Kapitän den Standort falsch bestimmt und alle Anzeichen ignoriert hatte, dass sich die Fregatte im flachen Wasser befand. Zur Rettung der 400 Personen an Bord standen nur fünf Boote zur Verfügung. Während einige Besatzungsmitglieder freiwillig an Bord der „Medusa“ zurückblieben, obwohl diese wegen des schweren Seegangs auseinanderzubrechen drohte, wurde ein behelfsmäßiges Floß gezimmert, auf dem 147 Personen Zuflucht fanden. Die Rettungsboote blieben dagegen teilweise unbesetzt. Kurz nach der Evakuierung wurde das Verbindungsseil zu dem Floß gekappt, so dass dieses hilflos im Meer blieb. Von den 147 Insassen überlebten nur 15 die qualvolle Reise bis zu ihrer Rettung. Julien Schmaltz nahm das rücksichtslose Verhalten gegenüber den Personen auf dem Floß hin. Er besuchte die Überlebenden, die ein paar Tage nach ihm in Saint-Louis eintrafen, auch nicht im Hospital.
Im Film Le Radeau de la Méduse (1998) wird Julien Schmaltz von Philippe Laudenbach gespielt, seine Frau Reine von Claude Jade und beider Tochter Eliza von Stéphanie Lanoux.